# Opera v Sydney
Opera v Sydney je stavba navržená v roce 1956 dánským architektem Jørn Utzonem. Otevřena byla v roce 1973. Nachází se v přístavu Port Jackson v australském městě Sydney, v místě zvaném Bennelong Point a je zařazena na seznam Světového dědictví pod hlavičkou UNESCO.

## Historie
V roce 1956 byla vládou Nového Jižního Walesu vyhlášena mezinárodní architektonická soutěž na operní budovu. Podle zadání měla budova disponovat jedním velkým sálem pro 3000 diváků a jedním menším pro 1200 diváků. Do soutěže bylo zasláno 233 návrhů z 23 zemí. V soutěži zvítězil návrh v té době nepříliš známého dánského architekta Jørn Utzona. Kuriózní je, že původně byl Utzonův návrh ze soutěže vyloučen. První cenou byl projekt oceněn až na podnět věhlasného architekta Eero Saarinena. 
Stavba se potýkala s mnoha problémy, ať už technického, ale i politického rázu. Sám Utzon se na stavbě přestal podílet v roce 1966, pro neustálé spory s vládou Nového Jižního Walesu. Stavba byla svěřena australským architektům, kteří ne vždy respektovali Utzonovy projekty, což se projevilo obzvláště na interiérech. Původní rozpočet 7 000 000 australských dolarů byl mnohonásobně překročen, náklady se vyšplhaly až na 102 miliónů. Stavba byla dokončena v roce 1973, což je o deset let později, než bylo původně předpokládáno. První divadelní představení bylo odehráno 28. září 1973, přestože oficiálně byla Opera v Sydney otevřena až 20. října 1973 královnou Alžbětou II.
V červenci 2005 byla budova zařazena na seznam australského kulturního dědictví. 29. června 2007 zapsalo UNESCO Operu v Sydney na seznam Světového kulturního dědictví. Jedná se o první stavbu zapsanou na tento seznam ještě za autorova života.
Stavba se stala nejznámějším atributem Austrálie, známém po celém světě. Její architektonické hodnoty jsou uznávány trvale a bez jakýchkoliv pochyb. Její místo v dějinách světové kultury je neotřesitelné.
V srpnu 2016 byla ohlášena celková modernizace budovy v hodnotě 202 milionů australských dolarů, tj. asi 3,8 miliardy korun, zejména za účelem zlepšení akustiky v interiéru. Začátek šestileté rekonstrukce byl ohlášen na květen 2017.

## Popis
Celý komplex se rozkládá na ploše 1,8 hektarů. Zahrnuje pět hlavních sálů, výstavní síň, nahrávací studio i restaurace. Střechy jsou pokryté světlými keramickými dlaždicemi. Nejvyšší ze střech ční 65 m nad hladinu okolního moře.
Operní sál má celkem 1507 sedadel, zatímco v koncertním sále je 2679 míst. V tomto sále jsou také umístěny největší mechanické varhany na světě, které mají celkem 10 154 píšťal.

## Významná světová hodnota podle UNESCO
Opera v Sydney je mistrovským dílem architektury 20. století. Jeho význam je založen na jejím jedinečném designu a konstrukci; Svými významnými inženýrskými a technologickými inovacemi se stavba stala světově proslulou ikonou architektury. Byl to odvážný a vizionářský experiment, který měl trvalý vliv na vznikající architekturu konce 19. století. Utzonova originální konstrukční koncepce a jedinečný přístup k budování daly impuls ke kolektivní tvořivosti architektů, inženýrů a stavitelů. Novátorské úspěchy společnosti Ove Arup pomohly Utzonovi vidět realitu. Návrh představuje výjimečnou interpretaci a reakci na umístění v přístavu Sydney. Opera v Sydney je mimořádná univerzální hodnotou svých úspěchů v oblasti konstrukčního inženýrství a technologie budov. Stavba je jedinečnou uměleckou památkou a ikonou, která je přístupná veškeré společnosti.

## Galerie

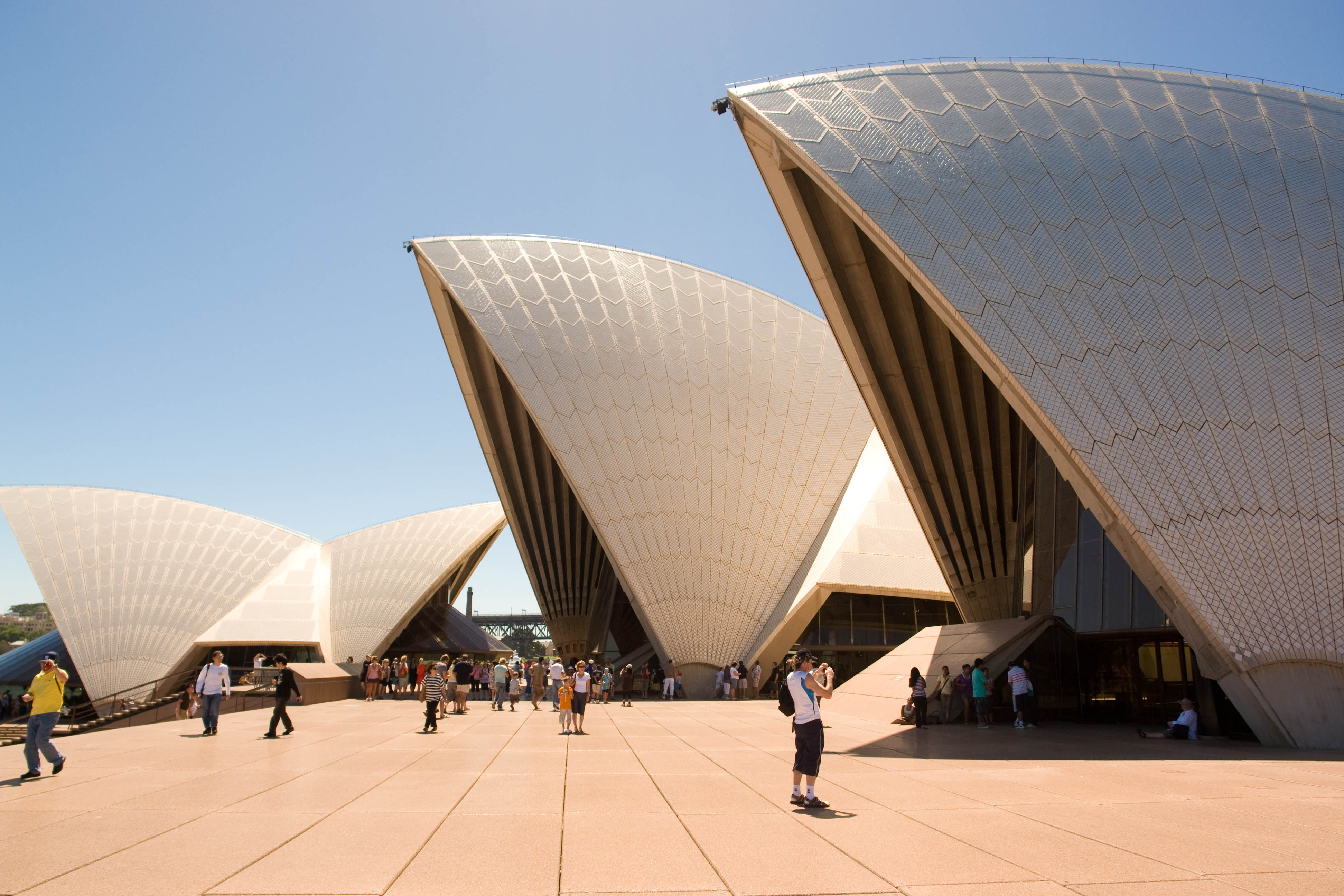
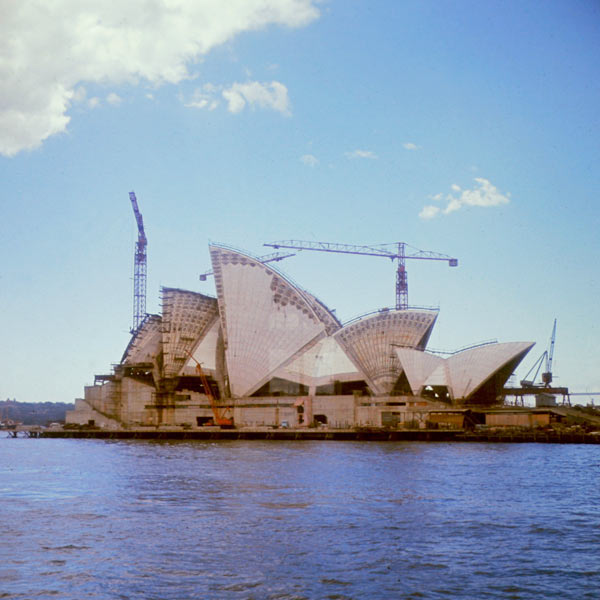
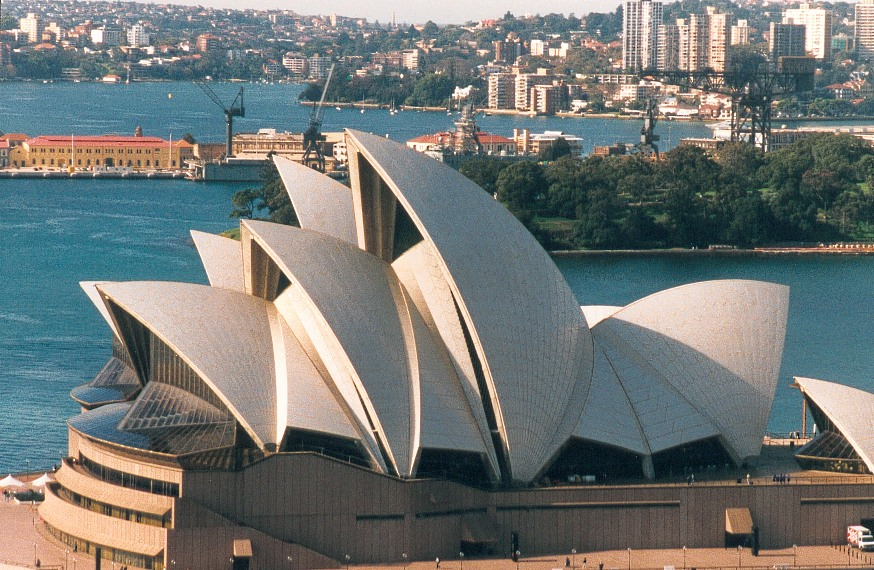
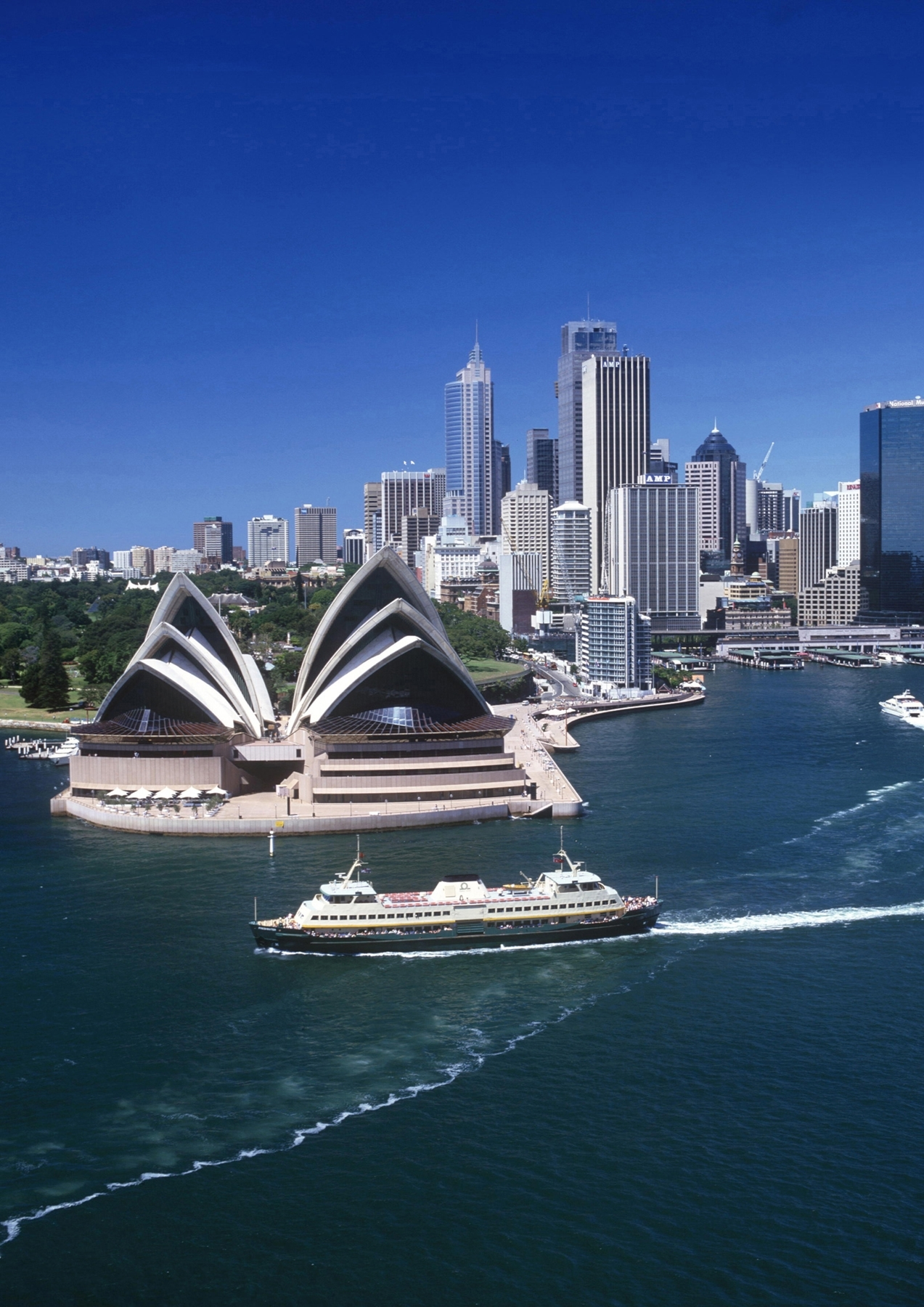
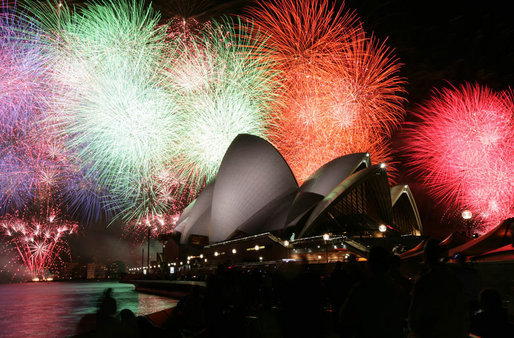
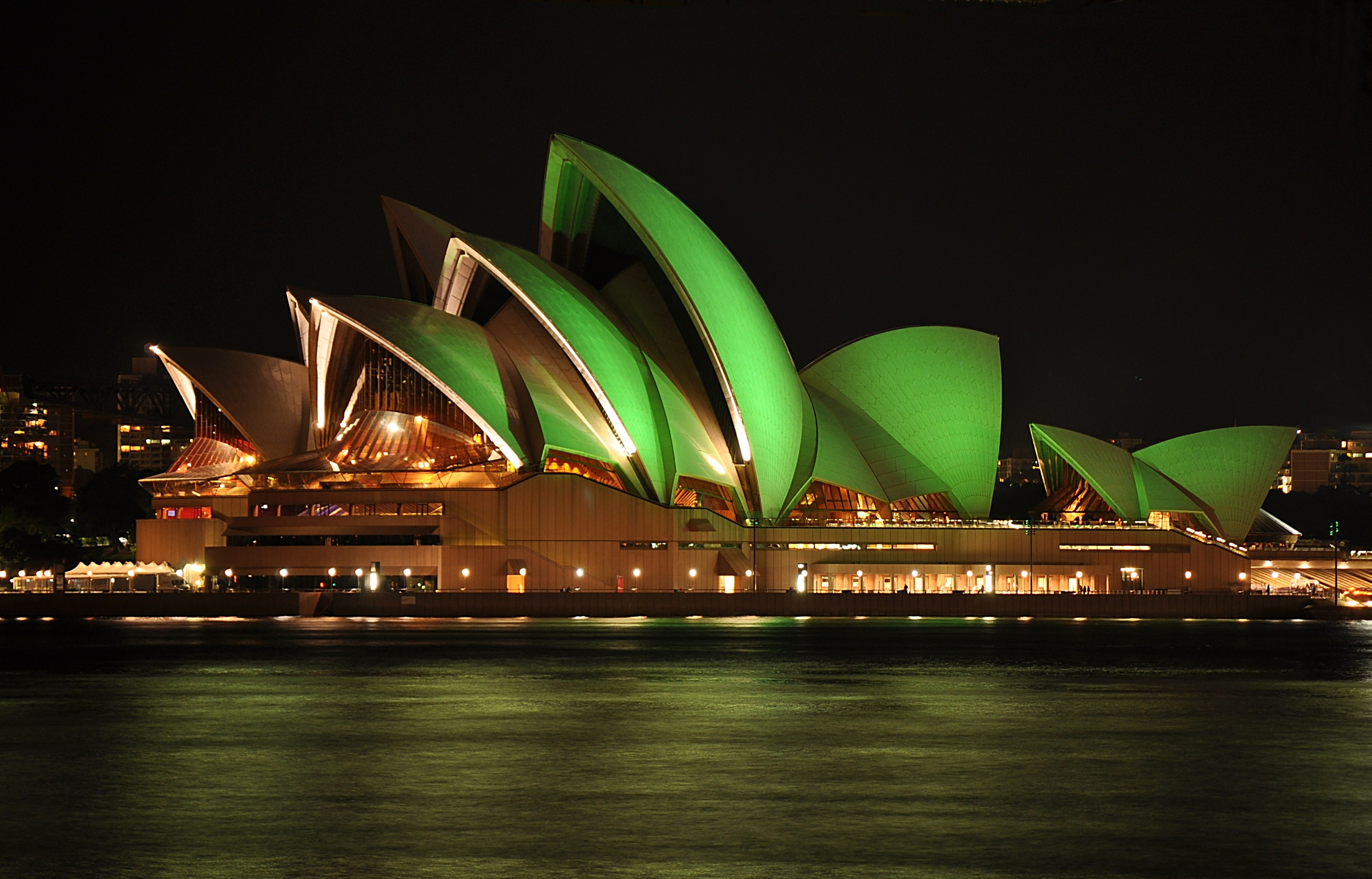
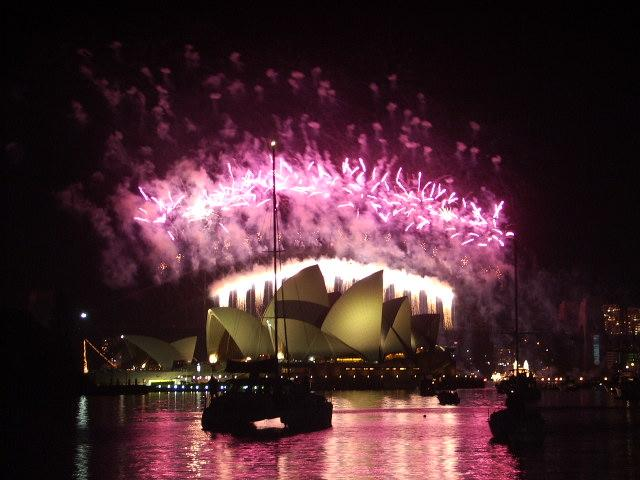
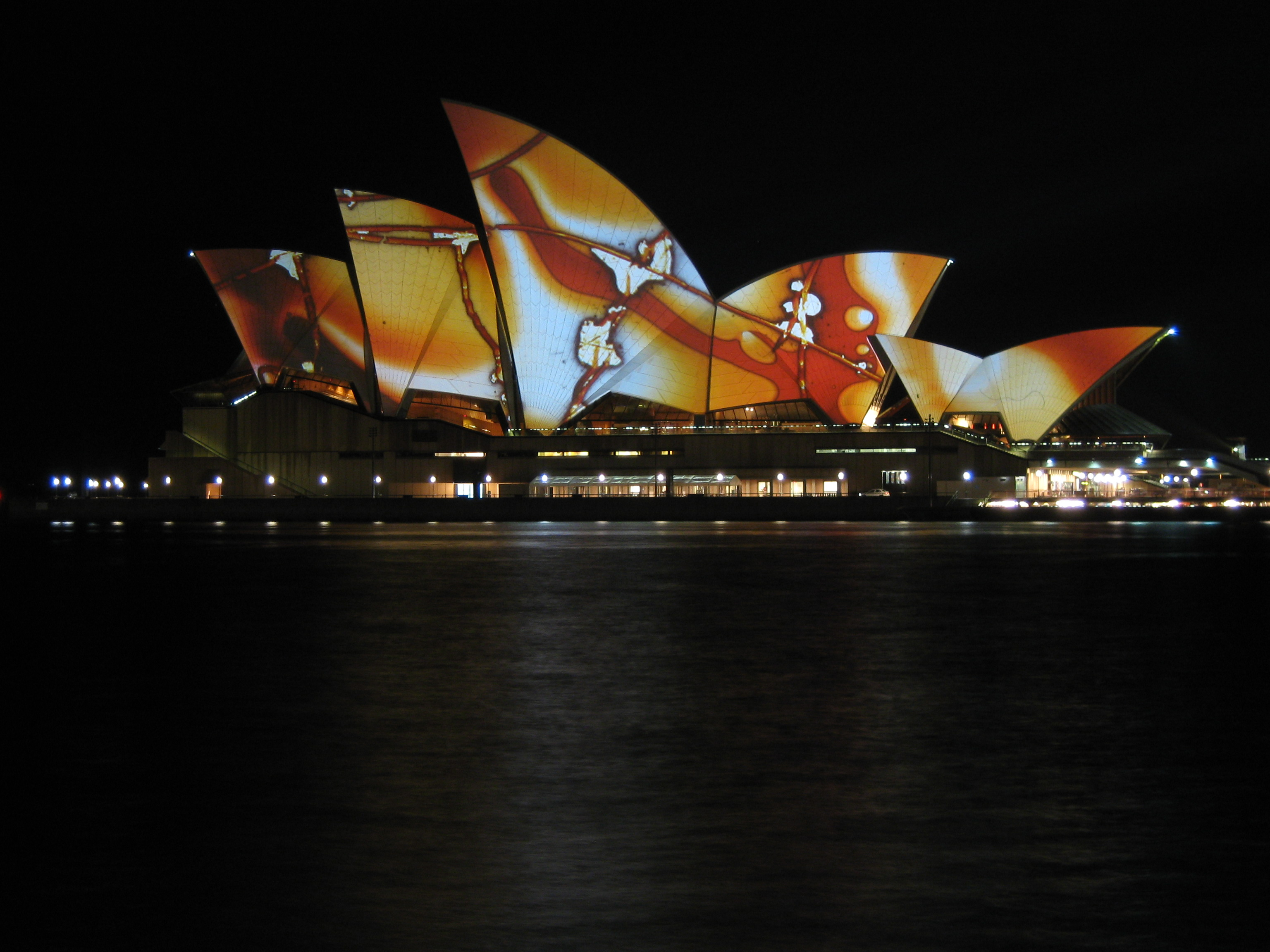
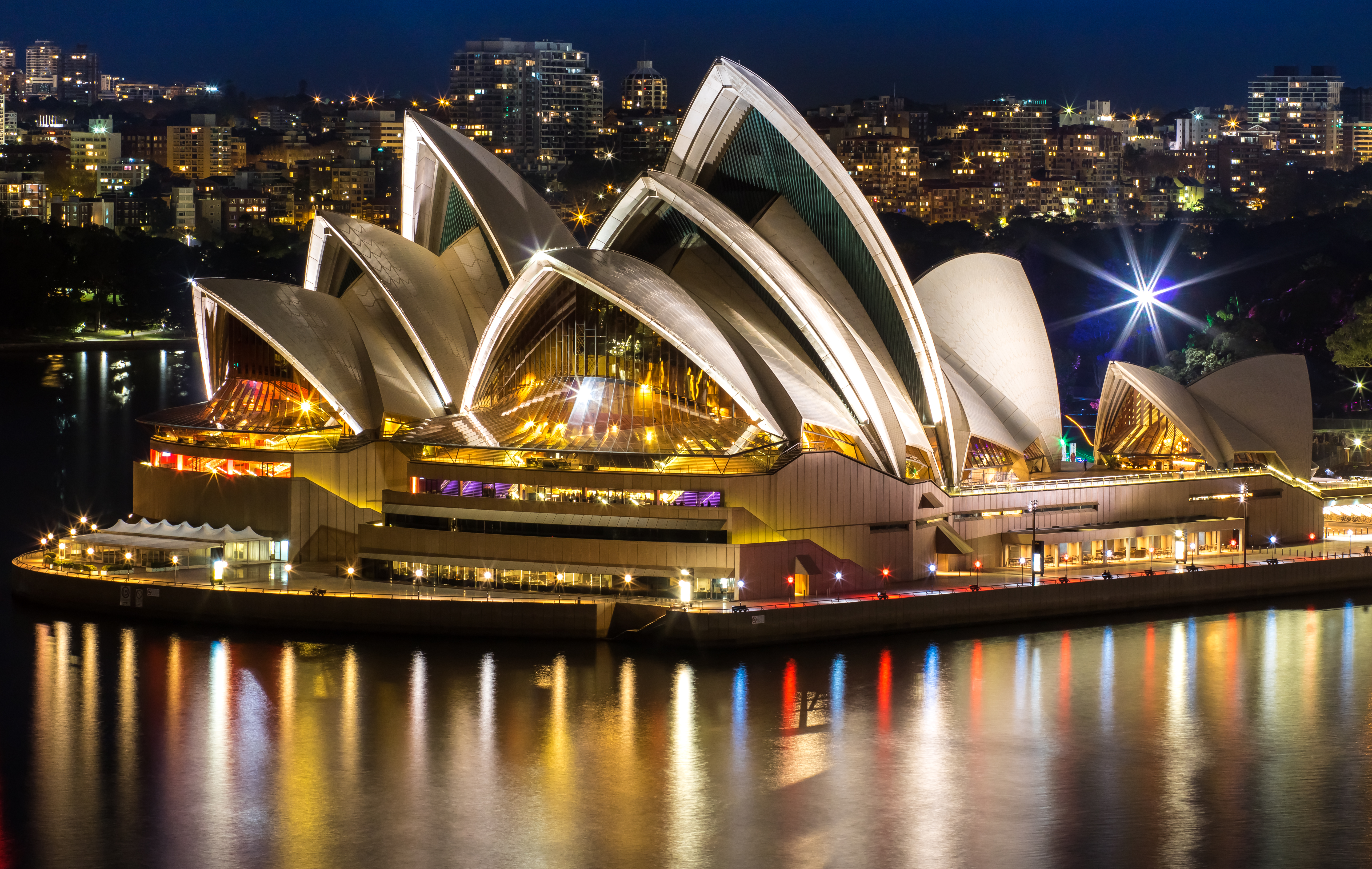